# Itaca per sempre
Itaca per sempre è un romanzo di Luigi Malerba pubblicato nel 1997. Il romanzo è basato sul mito del ritorno di Ulisse ad Itaca, tratto dall'Odissea di Omero.

## Trama
Il libro narra di Ulisse, re di Itaca. Viene raccontato il tredicesimo libro dell'Odissea, dove avviene il ritorno di Ulisse alla sua isola Itaca, lasciando ampio spazio ai pensieri dell'uomo.
Il romanzo è caratterizzato dalla narrazione, esterna, in cui si alterna il punto di vista di Ulisse e Penelope. Nel romanzo la regina riconosce immediatamente il marito Ulisse, a differenza del poema.
Molti capitoli sono contraddistinti dall'introspezione di Penelope, del tutto assente nell'Odissea.

## Nascita dell'opera
Nel post-scriptum del libro Malerba spiega la nascita dell'idea che ha dato vita al romanzo, scaturita da una discussione con Pietro Pucci e la moglie dell'autore stesso.

## Edizioni
- Itaca per sempre, Collana Scrittori italiani e stranieri, Milano, Mondadori, febbraio 1997.
- Itaca per sempre, Collana Oscar scrittori moderni n.1687, Milano, Arnoldo Mondadori Editore, 1998,  p. 196, ISBN 978-88-04-45325-3.
- Itaca per sempre, Collana Oscar moderni, Milano, Mondadori, ISBN 978-88-046-7017-9. (in pubblicazione)